# Ligne de Saint-Césaire au Grau-du-Roi
La ligne de Saint-Césaire au Grau-du-Roi est une ligne ferroviaire française non électrifiée, à écartement standard et à voie unique, du département du Gard. Longue de 40,509 km, elle relie Saint-Césaire, quartier de Nîmes, au Grau-du-Roi.
Elle constitue la ligne no 819 000 du réseau ferré national.
Elle est empruntée par des relations en correspondance, à Nîmes, avec la ligne de Tarascon à Sète-Ville.

## Historique
La ligne de Saint-Césaire au Grau-du-Roi est construite par la Compagnie des chemins de fer de Paris à Lyon et à la Méditerranée (PLM), afin de desservir les salines autour d'Aigues-Mortes. La première section à être mise en service, est celle de Nîmes à Saint-Césaire en 1845 (ligne de Tarascon à Sète-Ville).
Le 5 juin 1861, une loi définit les conditions de concession d'une ligne de chemin de fer de Lunel à Aigues-Mortes. Cette ligne a été concédée à la Compagnie des chemins de fer de Paris à Lyon et à la Méditerranée par une convention entre le Ministre secrétaire d'État au département de l'Agriculture, du Commerce et des Travaux publics et la compagnie signée le 1er mai 1863. Cette convention a été approuvée par un décret impérial le 11 juin 1863.
La section entre Saint-Césaire et le Cailar est concédée à la Compagnie des chemins de fer de Paris à Lyon et à la Méditerranée par une convention signée entre le ministre de l'Agriculture, du Commerce et des Travaux publics et la compagnie le 18 juillet 1868. Cette convention est approuvée par un décret le 28 avril 1869. La section de Saint-Césaire à Aigues-Mortes est mise en service le 19 mai 1873.
La section de ligne d'Aigues-Mortes au Grau-du-Roi est concédée à la Compagnie des chemins de fer de Paris à Lyon et à la Méditerranée par une convention signée entre le ministre des Travaux publics et la compagnie le 24 janvier 1902. Cette convention est approuvée par une loi le 18 juillet 1902. La ligne est déclarée d'utilité publique par décret le 26 décembre 1902. Elle est mise en service le 10 juillet 1909.

## Tracé - profil
C'est une ligne à voie unique établie dans une plaine. Son profil est toutefois très moyen et les déclivités atteignent 10 ‰ entre Saint-Césaire et Le Cailar et 5 ‰ au-delà. La ligne d'Arles à Lunel est en tronc commun entre Le Cailar et Aimargues. Cette section était autrefois à double voie.

## Les gares
Voir le schéma de ligne.

## La desserte
Cette ligne est desservie par les TER Occitanie pour le trafic voyageurs.
Une desserte fret subsiste entre Nîmes et Le Grau-du-Roi d'une part, et Trinquetaille d'autre part.
Depuis le 1er juillet 2011, et ce jusqu'à la fin du mois d'août 2011, le conseil régional de Languedoc-Roussillon a mis en place une tarification attractive : 1 € l'aller par personne. À la mi-juillet, ce dispositif rencontre un franc succès (jusqu'à 1 200 voyageurs par jour). Face au succès de l'opération, cette tarification a été pérennisée.

## Les ouvrages d'art

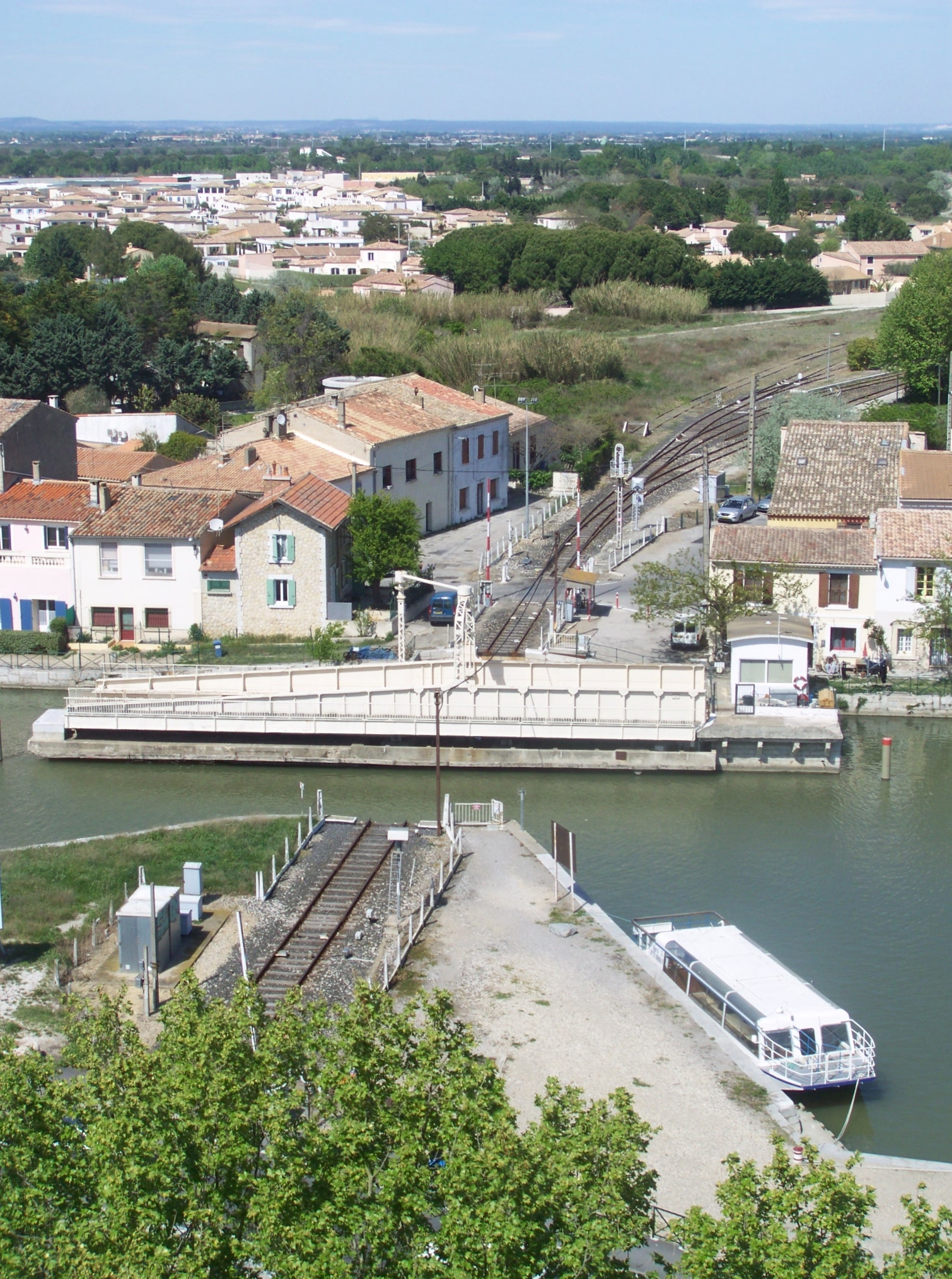
Le pont tournant d'Aigues-Mortes vu du haut de la tour de Constance.

Cette ligne de plaine ne comporte aucun tunnel.
Le pont tournant d'Aigues-Mortes a la particularité de pivoter de 90 degrés pour laisser passer les bateaux.